# 보물섬 (1934년 영화)
보물섬(Treasure Island)은 미국에서 제작된 빅터 플레밍 감독의 1934년 모험 영화이다. 월레스 비어리 등이 주연으로 출연하였다.

## 출연

### 주연
- 월레스 비어리
- 재키 쿠퍼

### 조연
- 라이오넬 베리모어
- 오토 크러거
- 루이스 스톤
- 나이젤 브루스

## 제작진
- 원작자: 로버트 루이스 스티븐슨